# Je veux
Je veux è il singolo di debutto della cantante francese ZAZ, pubblicato il 10 maggio 2010 in Francia dall'etichetta discografica Play On. Il brano è stato diffuso nel mese di luglio su scala internazionale dalla Sony.
La canzone, scritta da Tryss e Kerredine Soltani e prodotta da quest'ultimo insieme a Alban Sautour, è inclusa nell'album di debutto della cantante, l'omonimo Zaz, che ha raggiunto la vetta della classifica francese degli album.
Viene usata nei balletti burlesque nel programma Chiambretti Night.
ZAZ attraverso questa canzone si descrive come una ragazza semplice, a cui non interessano i soldi e i beni immobili, bensì la salute, l'amore e la felicità.
Un manoir a Neuchâtel, ce n'est pas pour moi!

Un castello a Neuchatel, non fa per me!

Del brano è stata incisa anche una versione cantata in italiano, dal titolo "Mi va".

## Tracce
1. Je veux – 3:37

## Video
Il videoclip del brano è stato girato presso il famoso mercato delle pulci di Saint-Ouen, a nord di Parigi.

## Classifiche
| Classifica (2010-19) | Posizione massima |
| -------------------- | ----------------- |
| Austria              | 16                |
| Belgio (Fiandre)     | 34                |
| Belgio (Vallonia)    | 2                 |
| Francia              | 34                |
| Germania             | 22                |
| Italia               | 16                |
| Polonia              | 23                |
| Svizzera             | 23                |
| Ungheria             | 10                |